# Salammbô (Reyer)
Pour les articles homonymes, voir Salammbô (homonymie).
Personnages
- Hamilcar, chef carthaginois (baryton)
- Salammbô, prêtresse, fille d'Hamilcar (soprano)
- Taanach, servante de Salammbô (mezzo-soprano)
- Shahabarim, grand prêtre de Tarit (ténor)
- Narr-Havas, Roi de Numidie (basse)
- Giscon, général carthaginois (basse)
- Mathô, mercenaire libyen (ténor)
- Spendius, esclave grec (baryton)
- Autharite, mercenaire gaulois (basse)

Salammbô est un opéra en cinq actes et neuf tableaux d'Ernest Reyer, créé en 1890 à Bruxelles sur un livret en français de Camille du Locle, d'après le roman éponyme (1862) de Gustave Flaubert.

## Historique
Le roman de Gustave Flaubert intéresse le compositeur français Ernest Reyer dès sa parution en 1862 : ce premier écrit dans une lettre qu'il s'est déjà arrangé avec le compositeur pour mettre en musique son ouvrage. Gustave Flaubert aide le librettiste, Camille du Locle, à écrire l'argument de l'opéra, en le guidant sur le choix des scènes, tout en mesurant la difficulté d'adapter un récit de cette ampleur sur une scène.
Salammbô est créé le 10 février 1890 au Théâtre National de la Monnaie à Bruxelles. En France, il est créé le 23 novembre de cette même année au Théâtre des Arts de Rouen puis est rejoué à Paris le 16 mai 1892.
Il est par la suite donné au French Opera House à La Nouvelle-Orléans en 1900, avec Lina Pacary dans le rôle-titre et cette même année puis épisodiquement jusqu'en 1910, à l'Opéra de Paris avec Jeanne Hatto. Il est rarement joué ensuite mais on relève ces productions suivantes : à l'Opéra de Paris en 1943, et dernièrement à l'Opéra municipal de Marseille le 27 septembre 2008, pour célébrer le centenaire de la mort du compositeur, natif de la ville.

## Distribution de la création
| Rôles                                 | Voix          | Création, 10 février 1890 (Chef d'orchestre : Édouard Barwolf) |
| ------------------------------------- | ------------- | -------------------------------------------------------------- |
| Hamilcar, chef carthaginois           | Baryton       | Maurice Renaud                                                 |
| Salammbô, prêtresse, fille d'Hamilcar | Soprano       | Rose Caron                                                     |
| Taanach, servante de Salammbô         | Mezzo-soprano | Anna Wolf                                                      |
| Shahabarim, grand prêtre de Tarit     | Ténor         | Edmond Vergnet                                                 |
| Narr-Havas, Roi de Numidie            | Basse         | Sentein                                                        |
| Giscon, général carthaginois          | Basse         | Peeters                                                        |
| Mathô, mercenaire libyen              | Ténor         | Henri Sellier                                                  |
| Spendius, esclave grec                | Baryton       | Max Bouvet                                                     |
| Autharite, mercenaire gaulois         | Basse         | Challet                                                        |

## Argument
L'action prend place à Carthage, en 240 avant notre ère, durant la Guerre des Mercenaires.

## Réception critique
La critique reproche à l'opéra l'adaptation du personnage de Salammbô en une « amoureuse d'opéra » qui aurait perdu son aspect mystérieux et somptueux. En revanche, la presse parisienne en 1892 reconnaît les efforts du librettiste dans l'entreprise difficile de l'adaptation du roman de Gustave Flaubert. Il est alors également souligné l'erreur initiale de vouloir faire de Salammbô un opéra, trahissant le caractère du livre pour en faire un scénario théâtral lyrique somme toute bateau.

## Autres adaptations à l'opéra
Salammbô est un ouvrage régulièrement adapté à l'opéra. En 1863, Modeste Moussorgski avait aussi commencé l'écriture de la musique et du livret d'un opéra homonyme basé sur le même roman de Flaubert, mais n'a jamais réussi à l'achever. D'autres œuvres homonymes ont été composées par V. Fornari (1881), Niccolò Massa (1886), Eugeniusz Morawski-Dąbrowa, Josef Matthias Hauer (1930), Alfredo Cuscinà (1931), Veselin Stoyanov (1940) et Franco Casavola (1948). Le Salammbô du compositeur français contemporain Philippe Fénelon est créé à l'Opéra Bastille en 1998.